# 將軍澳公共圖書館

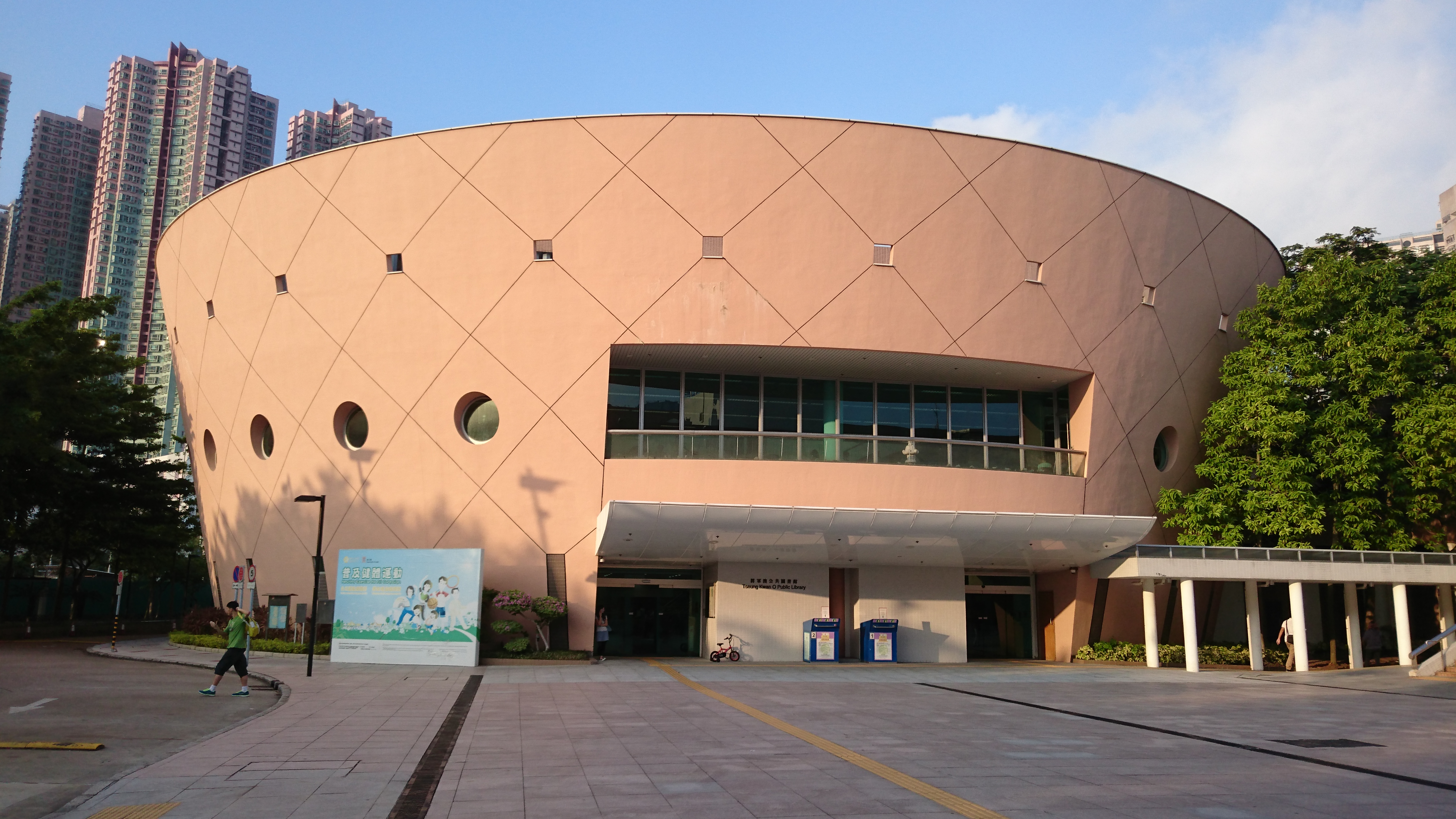
將軍澳公共圖書館

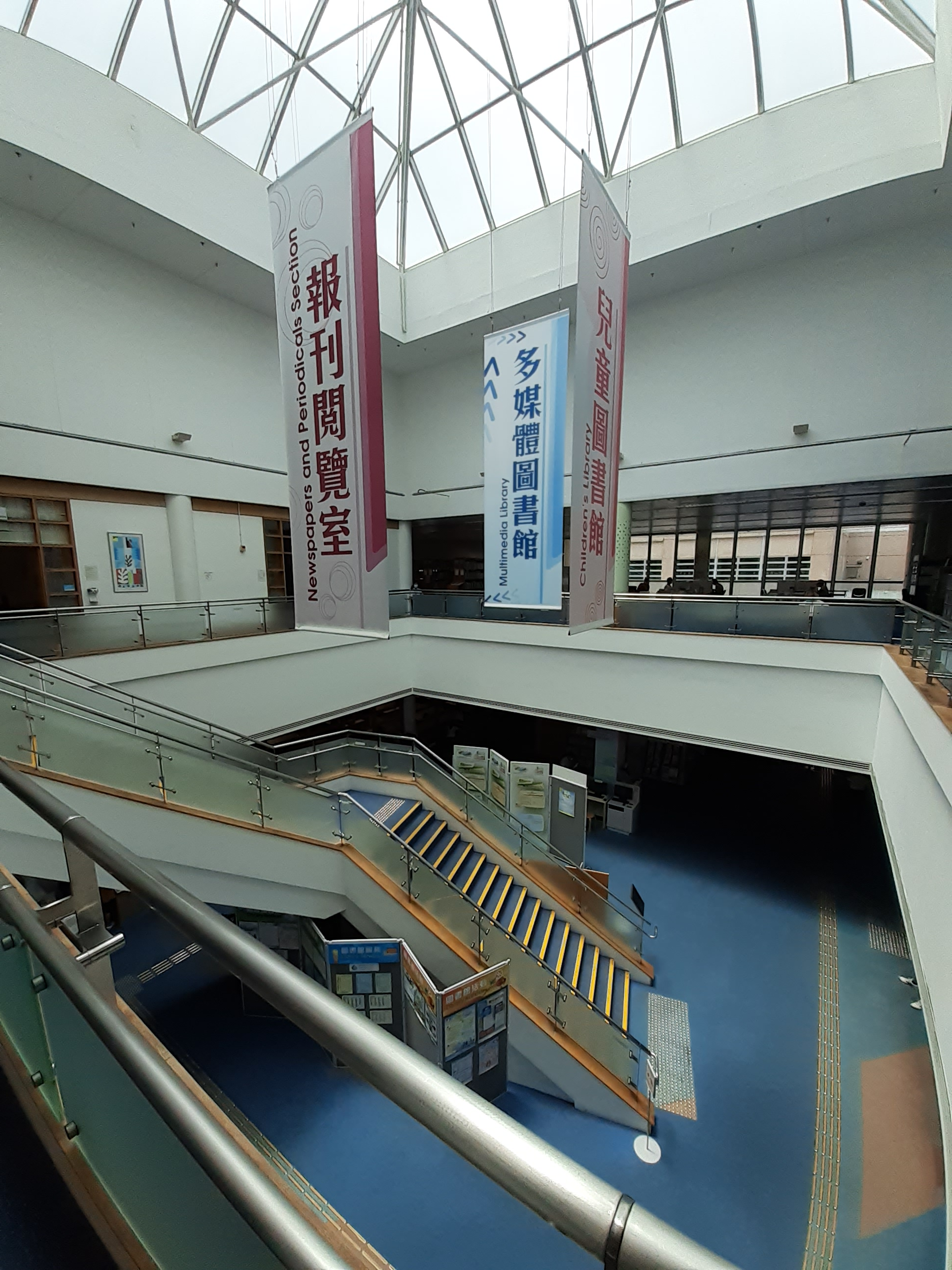
圖書館中庭

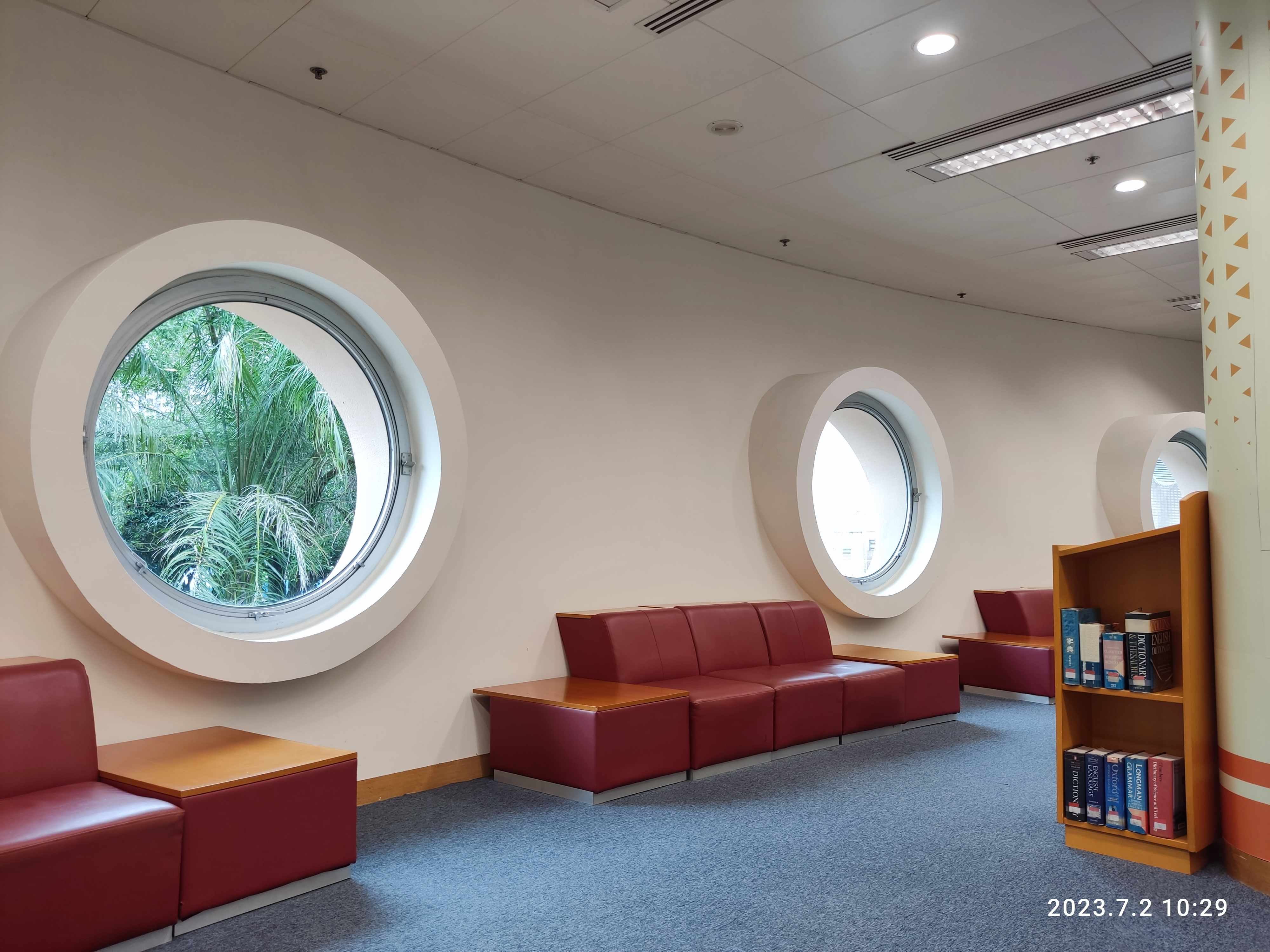
圖書館圓形窗戶

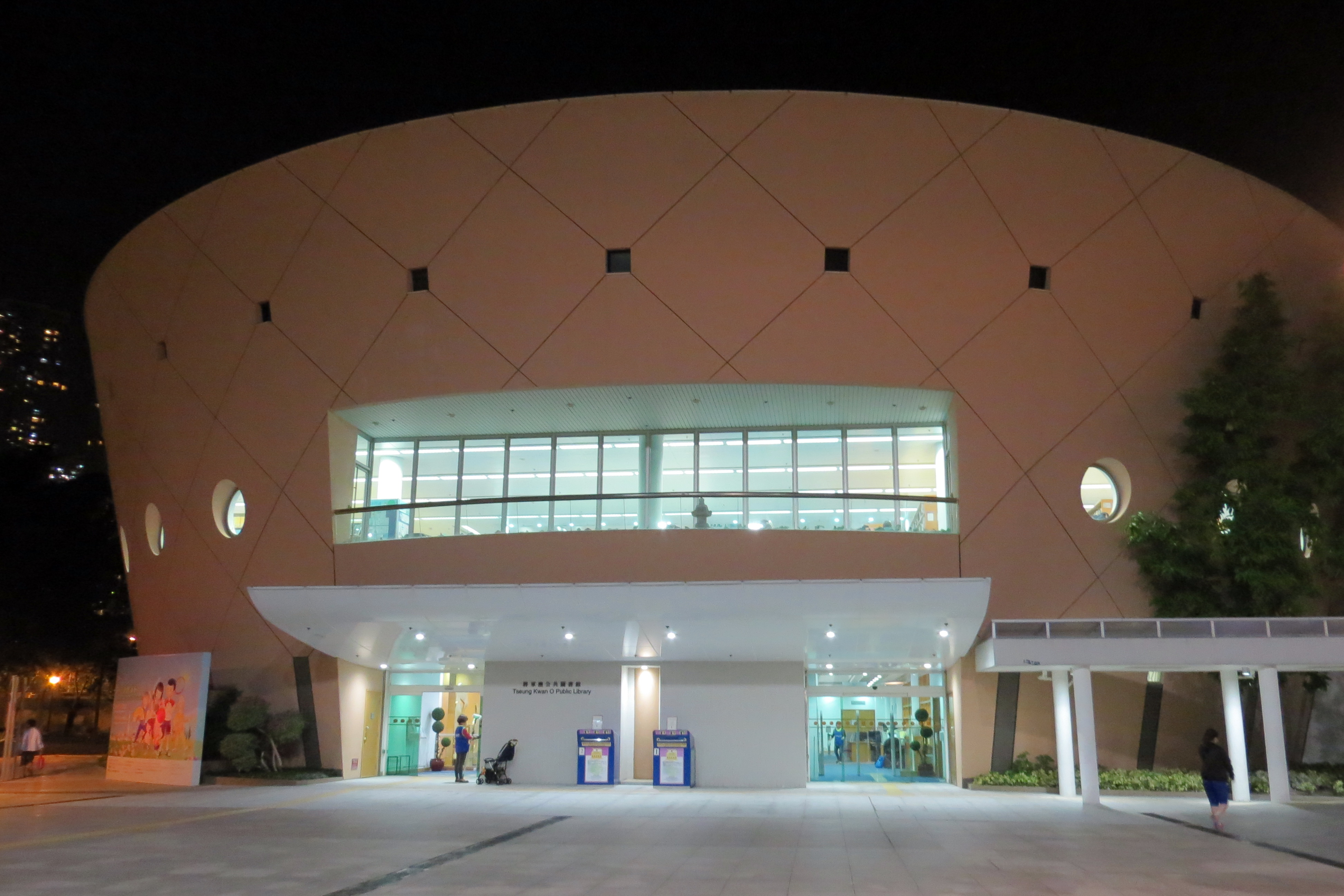
晚上的將軍澳公共圖書館

將軍澳公共圖書館（英語：Tseung Kwan O Public Library）位於香港新界西貢區將軍澳寶琳運隆路9號，為組成將軍澳區內最大綜合場館的設施之一，毗鄰將軍澳體育館及將軍澳游泳池。館內提供成人圖書館、兒童圖書館、參考圖書館、多媒體圖書館、電腦資訊中心、報刊閱讀室、推廣活動室及學生自修室的設備。圖書館的外型像一個有蓋的羅馬競技場。

## 簡介
將軍澳公共圖書館，於1999年動工興建.。同年工程接近結束時承辦商宏昌建築停止營業。於2001年7月21日正式開放投入服務，面積2200平方米，建築費用為5300萬港元，視聽資料及中英文藏書約共17萬冊，
它是首間擁有獨立建築物的圖書館。連同相鄰的將軍澳游泳池、將軍澳體育館均是由關善明建築事務所設計。圖書館之後亦提供更多電子服務包括政府Wi-Fi 無線上網服務，「列印易」自助列印服務等。

## 設施
將軍澳公共圖書館外觀參考了太空船的設計。
| 樓層 | 用途                                                               |
| ---- | ------------------------------------------------------------------ |
| 天台 | 綠化天台（不對外開放）                                             |
| 1樓  | 成人借閱圖書館、參考圖書館、多媒體圖書館、電腦資訊中心、報刊閱覽室 |
| 地面 | 兒童圖書館、自修室、圖書館出入口、圖書借閱處                       |

## 鄰近
- 寶康公園
- 景林邨
- 厚德邨
- 安寧花園